# Yukon-Koyukuk Census Area

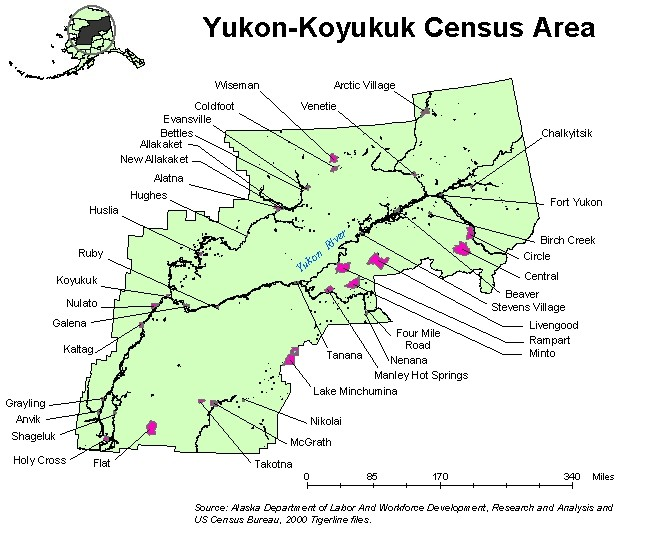
Karte der Census Area

Die Yukon-Koyukuk Census Area ist eine Census Area im US-Bundesstaat Alaska, die sich vom Norton Sound im Westen entlang der namensgebenden Flüsse Yukon und Koyukuk sowie der Brookskette durch das Interior bis zur Grenze zum kanadischen Territorium Yukon erstreckt.
Bei der Volkszählung im Jahr 2020 lebten hier 5343 Menschen. Die Bevölkerungsdichte von 0,0173 Einwohnern/km² im Jahr 2010 war die niedrigste aller Bezirke der Vereinigten Staaten. Yukon-Koyukuk gehört zum Unorganized Borough und hat somit keinen Verwaltungssitz. Die Census Area hat eine Fläche von 382.910 km². 377.878 km², ziemlich genau die Fläche Japans, entfallen auf Land und 5.032 km² auf Wasser.
Die größte Stadt der Region ist Galena. Die Yukon-Koyukuk Census Area ist das größte und am dünnsten besiedelte County-äquivalente Gebiet der Vereinigten Staaten.
Die National Wildlife Refuges Innoko, Kanuti, Nowitna und Yukon Flats sowie Teile von Arctic, Koyukuk und Selawik National Wildlife Refuge, dem Gates-of-the-Arctic-Nationalpark und dem Yukon-Charley Rivers National Preserve liegen in der Yukon-Koyukuk Census Area.

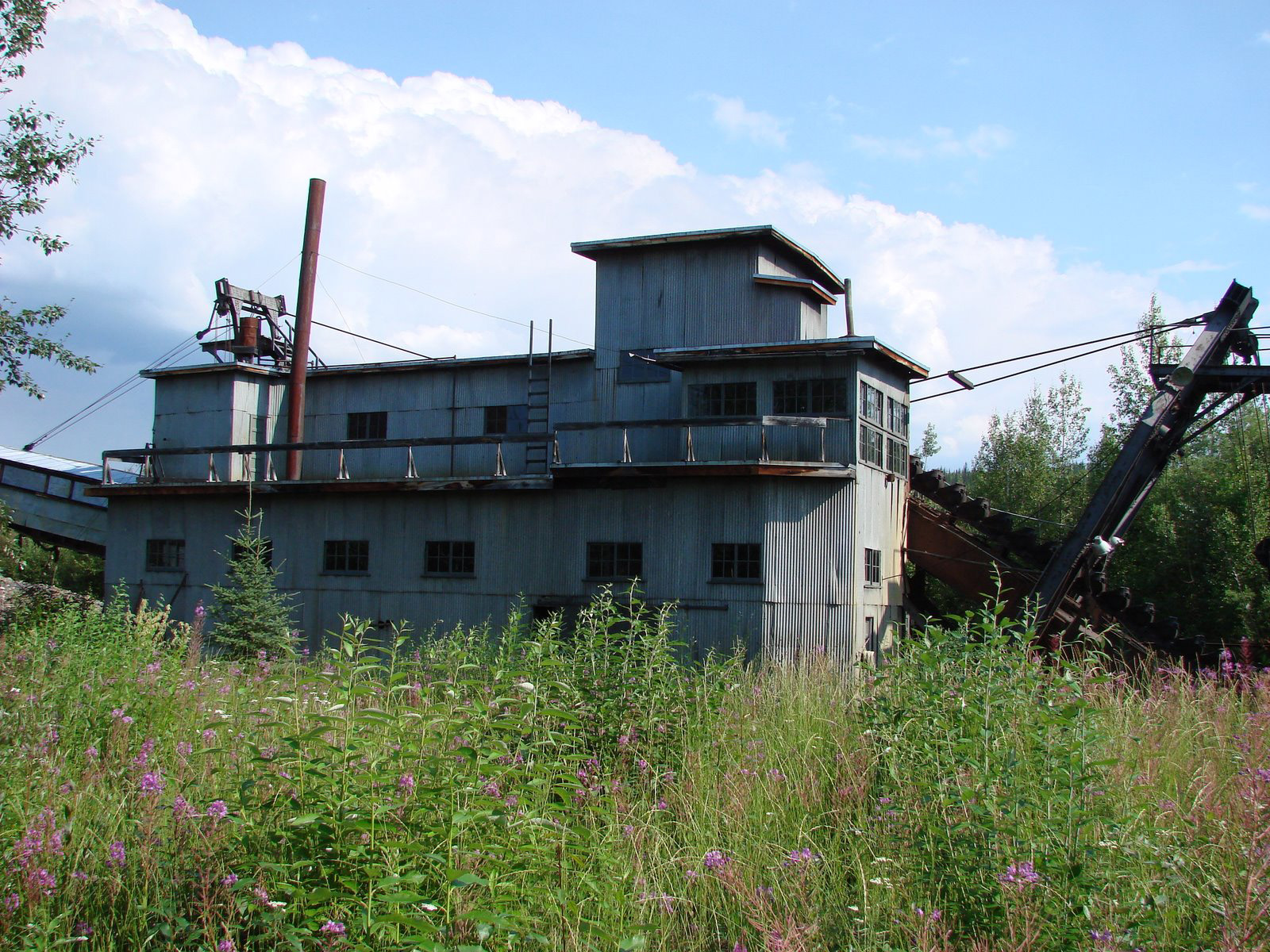
Der Coal Creek Historic Mining District ist seit Juli 1987 im NRHP eingetragen.

17 Bauwerke und historische Bezirke (Historic Districts) der Census Area sind im National Register of Historic Places („Nationales Verzeichnis historischer Orte“; NRHP) eingetragen (Stand 3. Februar 2022), darunter der Coal Creek Historic Mining District, das Frank Slaven Roadhouse und die Tanana Mission.

## Städte und Orte
In der Yukon-Koyukuk Census Area befinden sich 18 Cities (Gemeinden) sowie 20 Census-designated places (gemeindefreie Gebiete) (Stand 2020).

### Cities
- Allakaket
- Anvik
- Bettles
- Fort Yukon
- Galena
- Grayling
- Holy Cross
- Hughes
- Huslia
- Kaltag
- Koyukuk
- McGrath
- Nenana
- Nikolai
- Nulato
- Ruby
- Shageluk
- Tanana

### Census-designated places (CDPs)
- Alatna
- Arctic Village
- Beaver
- Birch Creek
- Central
- Chalkyitsik
- Circle
- Coldfoot
- Evansville
- Flat
- Four Mile Road
- Lake Minchumina
- Livengood
- Manley Hot Springs
- Minto
- Rampart
- Stevens Village
- Takotna
- Venetie
- Wiseman